# Tobe Hooper
Tobe Hooper, född 25 januari 1943 i Austin i Texas, död 26 augusti 2017 i Sherman Oaks i Kalifornien, var en amerikansk filmregissör och filmproducent som främst verkade inom skräckgenren.

## Karriär
Tobe Hooper inledde sin karriär som kameraman och filmade flera dokumentärfilmer. Sin regissörsdebut gjorde han med filmen  Eggshells (1969) som dock aldrig visades på bio. Den film han är mest känd för att ha regisserat är Motorsågsmassakern (1974). Denna lågbudgetfilm, mycket löst inspirerad av seriemördaren Ed Gein, blev en stor succé, men totalförbjöds i Sverige av Statens Biografbyrå. Filmen kritiserades 1980 i TV-programmet Studio S, som införde begreppet "videovåld".
Motorsågsmassakern följdes av den mindre framgångsrika Eaten Alive (1977, även kallad Death Trap och en rad andra titlar). Därefter valdes han ut att regissera Stephen King-filmatiseringen Salem's Lot, som fick positiv kritik. Hans nästa film var The Funhouse (1981) och därefter samarbetade han med Steven Spielberg då han regisserade filmen Poltergeist (1982). För denna film nominerades Hooper till ett Saturn Award som bästa regissör. Det uppkom dock viss kontrovers om vem, av Hooper och Spielberg, som hade gjort vad i filmen, där vissa ansåg att Spielberg gjort saker som regissören normalt sett gör. Spielberg och Hooper har dock båda sagt att det helt var Hooper som regisserade filmen.
Senare under 1980-talet regisserade han Rymdens vampyrer (1985), Invasion från Mars (1986, nyinspelning av Anfall från Mars, 1953) och Motorsågsmassakern 2 (1986). Efter en rad mindre framgångsrika filmer fick han främst göra lågbudgetfilmer under 1990-talet och 2000-talet. Bland de mest kända från denna tid är The Mangler (1995), också den efter en historia av Stephen King.
Hooper regisserade även flera TV-serier, däribland Tales from the Crypt (1989), Freddy's Nightmares (1988) och pilotavsnittet till Taken (2002). Han gjorde även en nyinspelning av The Toolbox Murders (1979): Toolbox Murders (2004). 2005 regisserade han filmen Mortuary och två avsnitt av Masters of Horror (Dance of the Dead (2005) och The Damned Thing (2006)).